# Avel Yenukidze
Avel Safronovich Yenukidze (en georgiano; აბელ სოფრონის ძე ენუქიძე, en ruso; Авель Сафронович Енукидзе, 7 de mayojul./ 19 de mayo de 1877greg. - 30 de octubre de 1937) fue un político soviético, miembro del Comité Central del Partido Comunista en Moscú. En 1932, junto con Mijaíl Kalinin y Viacheslav Mólotov, Yenukidze firmó conjuntamente la infame "Ley de las espigas". De 1918 a 1935, Yenukidze se desempeñó como Secretario del Comité Ejecutivo Central de toda Rusia y del Comité Ejecutivo Central de la Unión Soviética.

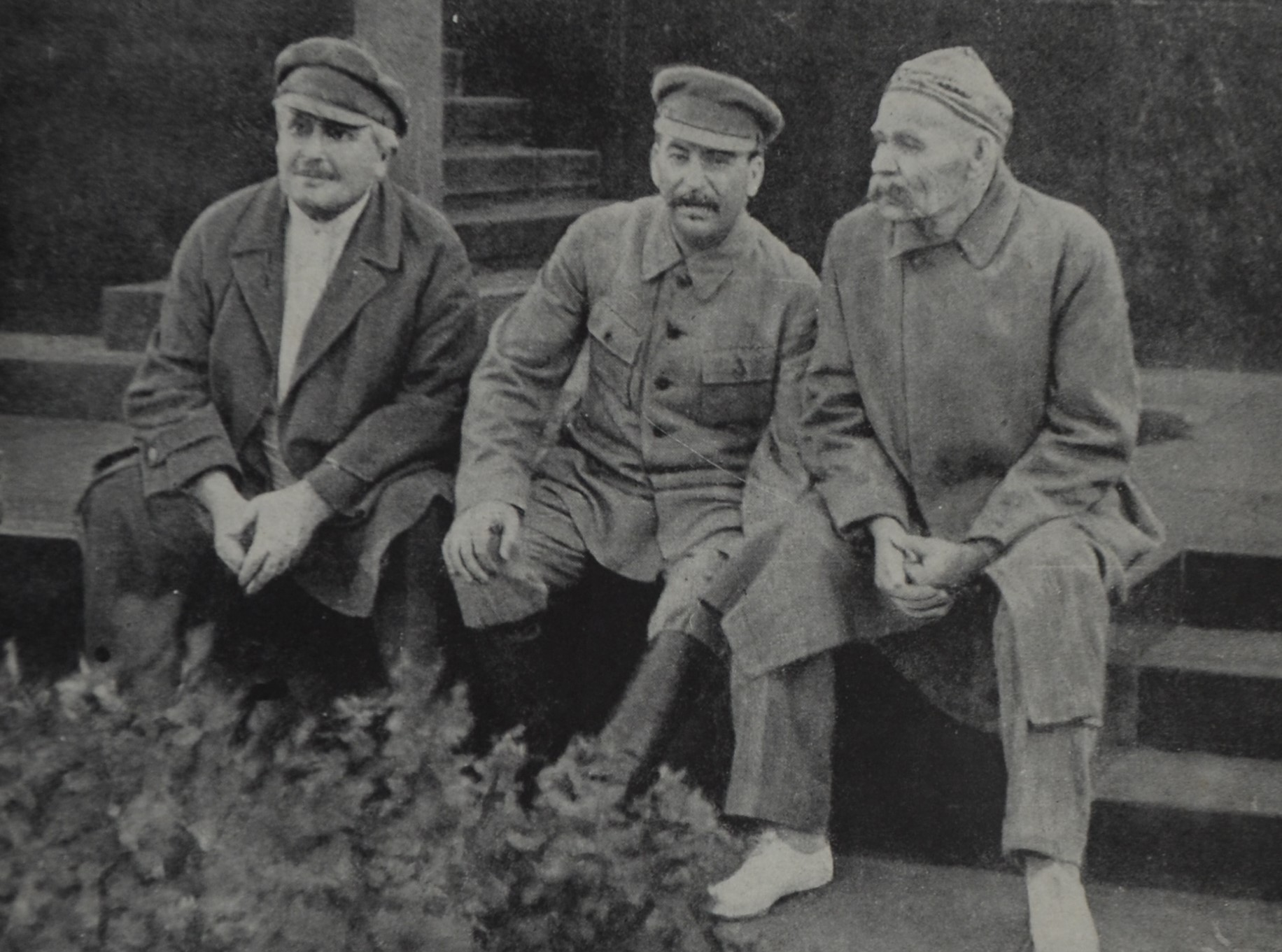
Yenukidze a la izquierda de José Stalin y Máximo Gorki a la derecha en la Plaza Roja en 1931

## Carrera Temprana
Yenukidze era hijo de campesinos, nacido en un pueblo de la provincia de Kutaisi, Georgia. Después de graduarse del Colegio Técnico Tiflis, fue empleado en el taller principal de los ferrocarriles de Transcaucásico en 1897-1900. Se unió al Partido Laborista Socialdemócrata Ruso (RSDLP) en 1898. En 1900, se mudó a Bakú para trabajar allí en los ferrocarriles y creó la primera organización RSDLP de Bakú. También fue uno de los organizadores de una imprenta clandestina en Bakú, utilizada para imprimir literatura RSDLP. Fue arrestado dos veces en 1902, escapó de Siberia en 1903 y vivió en un sótano con la imprenta ilegal en Bakú en 1903-06. Después de la escisión en el RSDLP, se unió a la facción bolchevique. Fue arrestado nuevamente en 1907, 1908, 1910 y 1911, pero siempre escapó. En 1914, fue arrestado por séptima vez y deportado a Turukhansk, luego reclutado por el ejército ruso.

## Carrera política
Yenukidze estaba estacionado con la guarnición de Petrogrado en el momento de la Revolución de febrero. Dejó el ejército en abril cuando fue elegido miembro del Comité Ejecutivo de los Soviets. Durante 1918 fue nombrado Secretario del Comité Ejecutivo de los Soviets, lo que significaba que estaba a cargo de la administración y seguridad del Kremlin. Como uno de los tres georgianos nativos de mayor rango en el liderazgo soviético, después de José Stalin y Sergo Ordzhonikidze, fue uno de los cuatro autores de La vida de Stalin, una hagiografía publicada para coincidir con el 50 cumpleaños de Stalin. Sus coautores fueron Ordzhonikidze, Kliment Voroshilov y Lázar Kaganóvich. En 1922-1934, también fue presidente de las juntas directivas del Teatro Bolshói y el Teatro de Arte de Moscú. En febrero de 1934, fue elegido miembro del Comité Central del Partido Comunista de la Unión Soviética (CC PCUS).

## Arresto y ejecución
Yenukidze fue arrestado el 11 de febrero de 1937. Durante las purgas, era comparativamente raro que la prensa soviética diera publicidad a las ejecuciones, aparte de las de los acusados en juicios ficticios. En una rara excepción a esta regla, se informó en Pravda que Yenukdize y otras seis personas habían sido juzgadas en privado el 15 de diciembre de 1937 y ejecutadas el 20 de diciembre. Se dijo que sus coacusados habían sido el diplomático Lev Karajan, el exprimer secretario del partido georgiano Mamia Orajelashvili, dos ex altos funcionarios del Cáucaso del Norte, V.F.Larin y Boris Sheboldayev, el diplomático Vladímir Tsukerman y el misterioso 'Barón', Boris Steiger. Durante el mayor de los juicios de Moscú, en marzo de 1938, Yenukidze fue denunciado póstumamente por uno de los principales acusados, el exjefe de la NKVD, Guénrij Yagoda, como el eje de la supuesta "conspiración derechista" y el principal organizador del asesinato de Kírov, y el supuesto asesinato por envenenamiento de Máximo Gorki.
Fue rehabilitado y readmitido póstumamente en el partido comunista en 1960.